# Andromedanevel
Het Andromedastelsel of de Andromedanevel (M31) is een spiraalvormig sterrenstelsel, in het sterrenbeeld Andromeda. Het stelsel heeft dezelfde vorm als ons eigen sterrenstelsel, de Melkweg, maar is wel een stuk groter. De afstand wordt geschat op ongeveer 2,54 miljoen lichtjaar, de diameter ca. 220.000 lichtjaar. De massa wordt geschat op 300 tot 400 miljard zonsmassa's, de totale massa inclusief de halo op 1,2 biljoen zonsmassa's. Vergeleken met de laatste schattingen van de totale massa van de Melkweg, die 1,9 biljoen zonsmassa's bedraagt, zou dus M31 wat lichter zijn, en veel minder dicht. Samen met de Melkweg en een aantal kleinere sterrenstelsels vormt de Andromedanevel de Lokale Groep.

## Ontdekking
De Perzische astronoom Abd-al-Rahman Al Sufi beschreef de Andromedanevel in het jaar 964 in zijn Boek van de vaste sterren als een nevelachtige vlek. De eerste beschrijving van een waarneming door een telescoop is van de Duitse astronoom Simon Marius uit 1612.
De Andromedanevel is (behalve de Melkweg en de Magelhaense wolken) naast de Driehoeknevel, die nog iets verder weg ligt, het enige sterrenstelsel, en daarmee ook een van de verste objecten, dat onder gunstige omstandigheden met het blote oog gezien kan worden. Hij is meer dan twaalfmaal zo groot als de volle maan, maar veel lichtzwakker. Door de lichtvervuiling in de grote steden is hij daar niet of nauwelijks zichtbaar. Met een verrekijker of kleine telescoop is hij goed te zien. Om de helderste bolvormige sterrenhoop in M31, Mayall II, ook bekend als G1, te kunnen zien is een redelijk grote amateurtelescoop met een diameter van 25 cm nodig.

De locatie van de Andromedanevel

In 1925 toonde Edwin Hubble door metingen van Cepheïden aan dat de Andromedanevel geen stofwolk of ander object is binnen de Melkweg, maar een apart sterrenstelsel dat zich ver buiten de Melkweg bevindt. Voor die tijd was er twijfel over de ware aard van de "spiraalnevels" en nam men aan dat de Melkweg het enige sterrenstelsel in het heelal was en dat de spiraalnevels objecten hierbinnen waren.

## Opbouw
De opbouw is als bij de Melkweg: in de (ten minste twee) spiraalarmen bevinden zich lichtende nevels en stofwolken. De sterbevolking is die van populatie I en vormt met de gasmassa's de spiralen en geeft 90% van het licht van het hele stelsel. Zelfs op de foto's van de Haletelescoop zijn alleen de reuzensterren te onderscheiden. Door verschillende foto's onderling te vergelijken vindt men veranderlijke sterren, onder andere de Cepheïden. Verder ziet men een groot aantal bolvormige sterrenhopen, die bij dit stelsel horen. De kern is zeer transparant, hier is dus geen stof aanwezig. Waarnemingen met de Hubble-ruimtetelescoop suggereren een dubbele kern, wat het gevolg zou kunnen zijn van een botsing met een ander sterrenstelsel in de vroege geschiedenis van de lokale groep.
Fotografisch heeft men in M31 een groot aantal novae ontdekt en men heeft het aantal nova-uitbarstingen voor het gehele stelsel geschat op 26 per jaar. M31 bezit twee satellietsystemen, voorbeelden van elliptische sterrenstelsels: NGC 221 of M32 en NGC 205 of M110. Een heldere vlek in de spiraalarm is ooit door William Herschel aangezien voor een aparte nevel en heeft daarom een eigen aanduiding gekregen, de OB-associatie NGC 206.

## Botsing

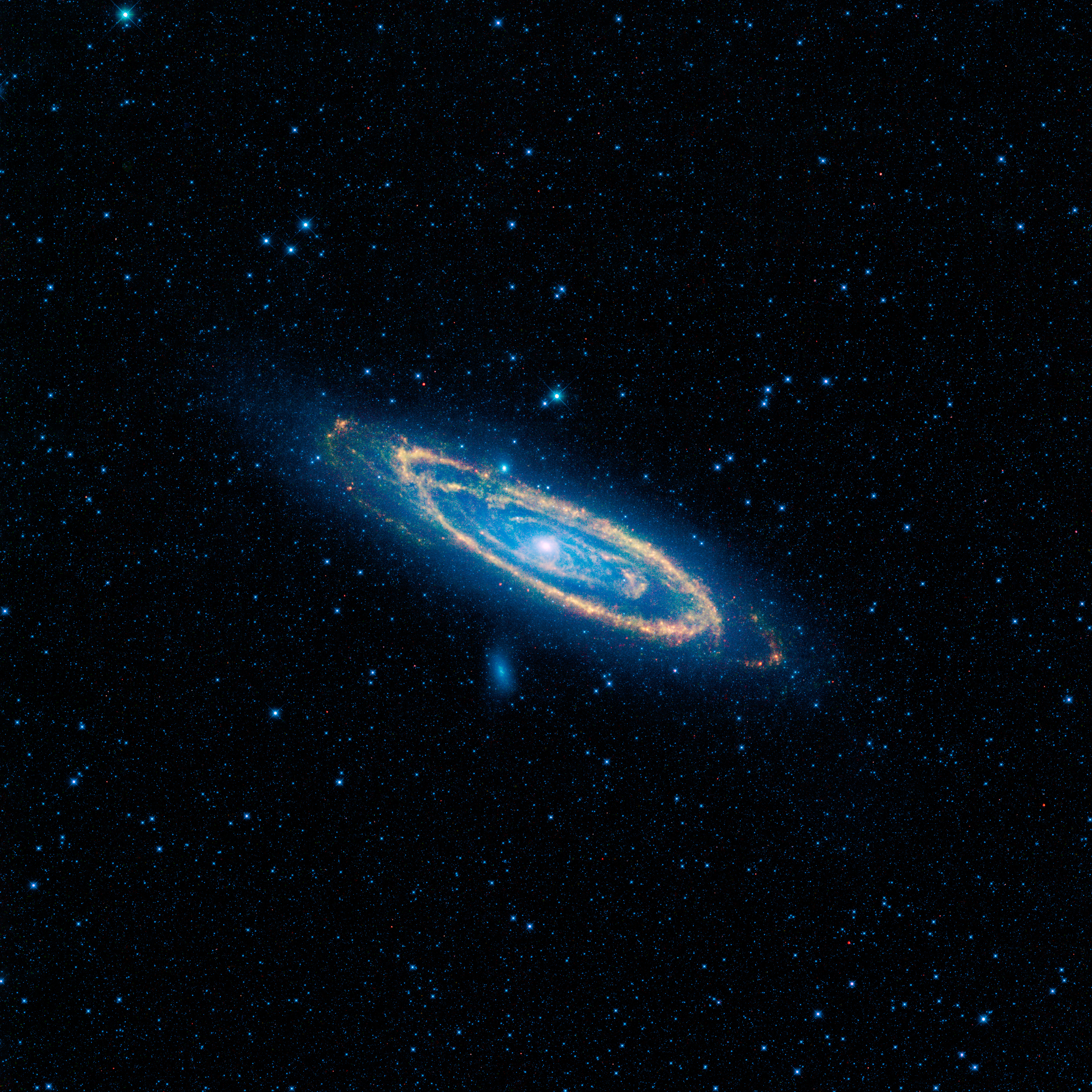
De Andromedanevel in infrarood licht opgenomen door de Wide-field Infrared Survey Explorer (WISE). (3.4- and 4.6-micrometer licht is blauw; 12-micrometer licht is groen; en 22-micrometer licht is rood.) Blauw geeft oude sterren aan, terwijl geel en rood stof laat zien dat verwarmd wordt door jonge sterren.

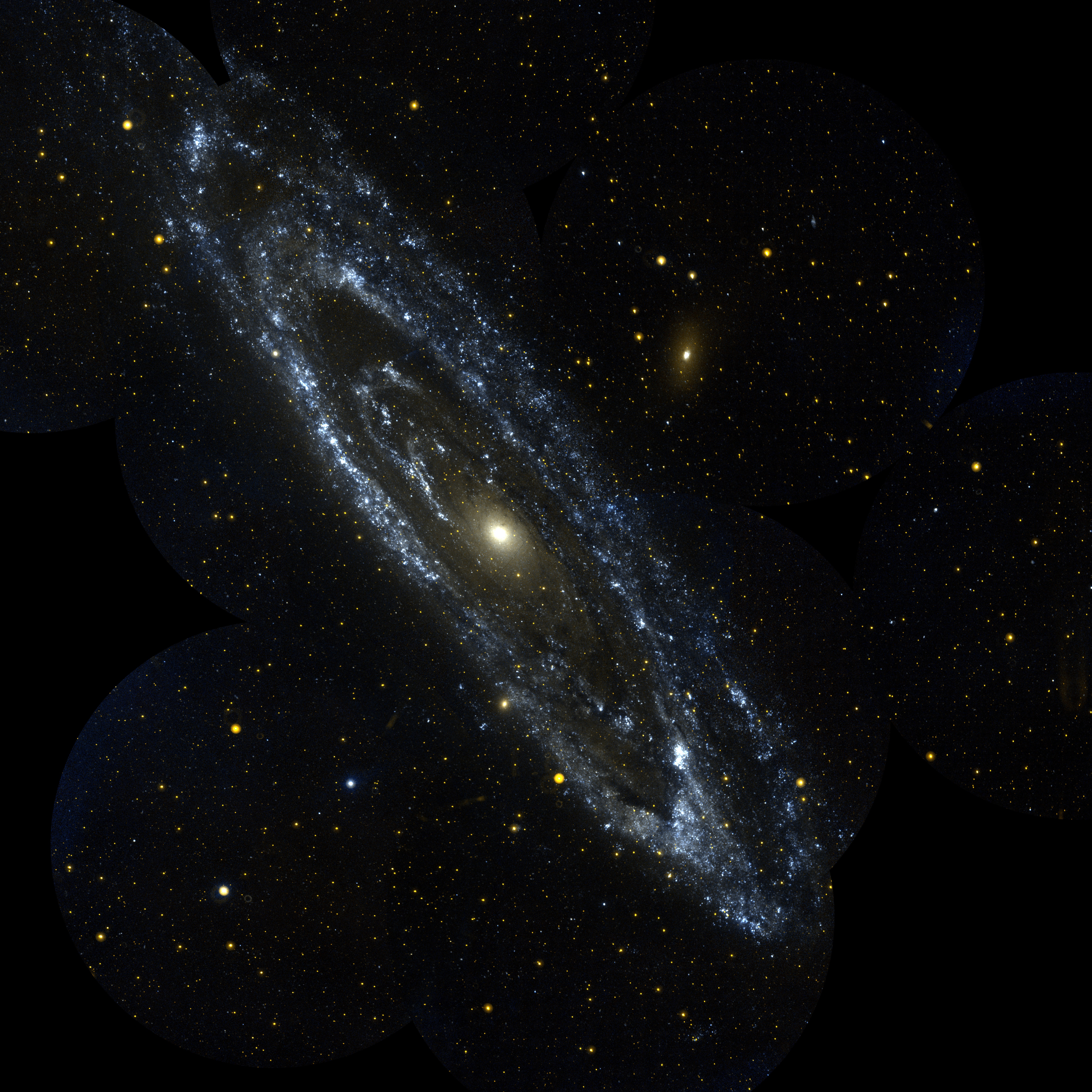
De Andromedanevel in ultraviolet licht

Begin 2012 heeft een groep wetenschappers aangetoond dat binnen ongeveer 4 miljard jaar een botsing met de Melkweg zal plaatsvinden. Daar sterrenstelsels voornamelijk uit lege ruimte bestaan, zullen er naar verwacht slechts weinig directe botsingen tussen sterren plaatsvinden, en zullen de twee sterrenstelsels samensmelten (zie Interagerend sterrenstelsel). Wel zullen door de onderlinge zwaartekracht de sterren sterk verstrooid worden, en zal dus ook de Zon waarschijnlijk rond worden geslingerd. Bij deze botsing zal ook de Driehoeknevel betrokken zijn.

## Naamgeving
De gebruikelijke populaire naam van dit stelsel is Andromedanevel, hoewel de correctere naam Andromedastelsel vanuit de wetenschap wordt gepopulariseerd. In de vakliteratuur wordt het stelsel meestal aangeduid met M31 of NGC224. In 2010 hebben Gerard Bodifée en Michel Berger de onofficiële beschrijvende naam Propinquus Andromedae voorgesteld (propinquus is Latijn voor "naburig").

### De ster van Lamont
De ster van Lamont (Lamont's star) is een ster die zich betrekkelijk dicht tegen de kern van de Andromedanevel bevindt..

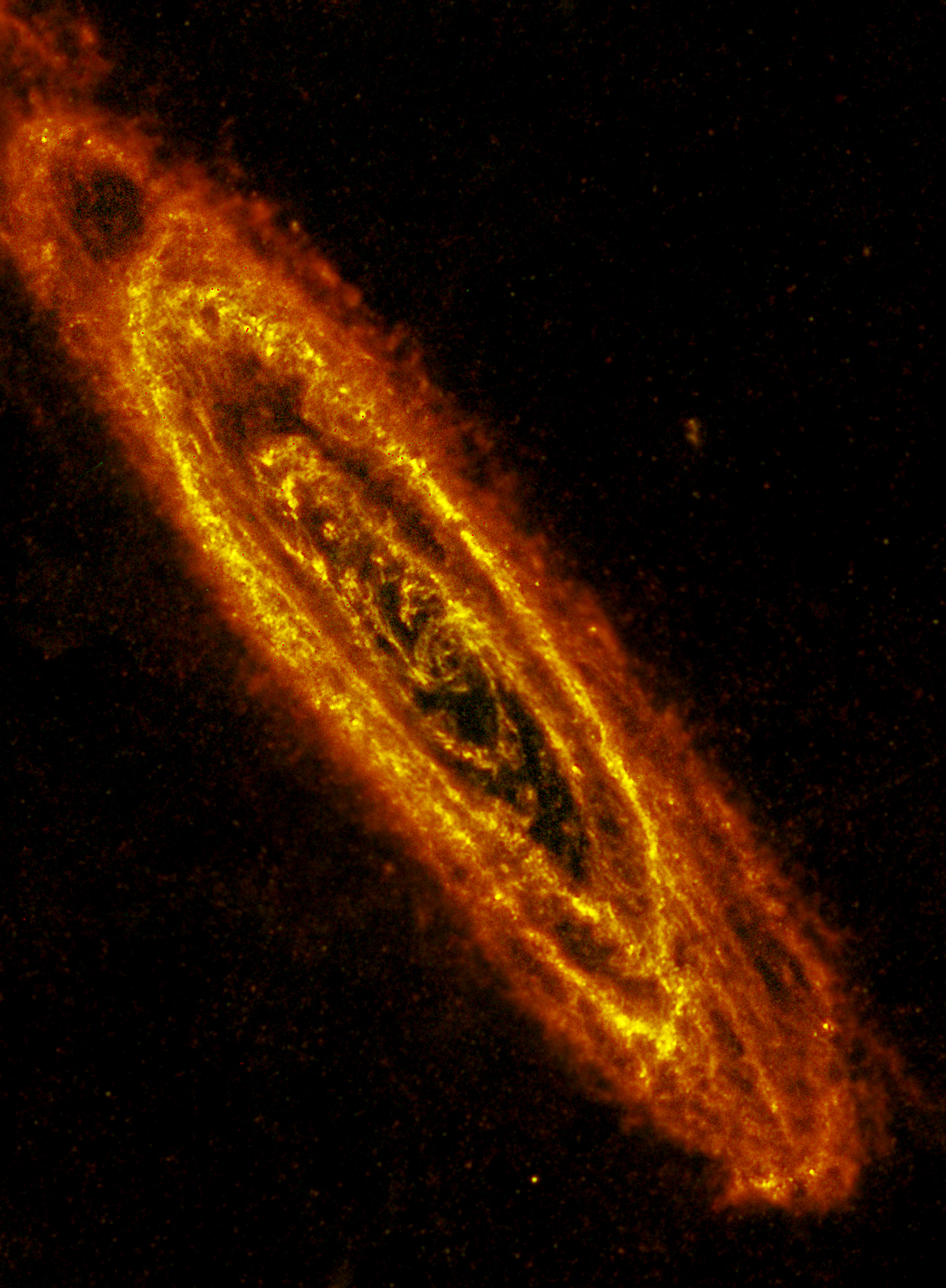
De Andromedanevel in ver-infrarood licht (van de Herschel Ruimtetelescoop) laat het warme stof in de spiraalarmen zien. De kern is hier niet zichtbaar.

## Zie ook

De kern van M31
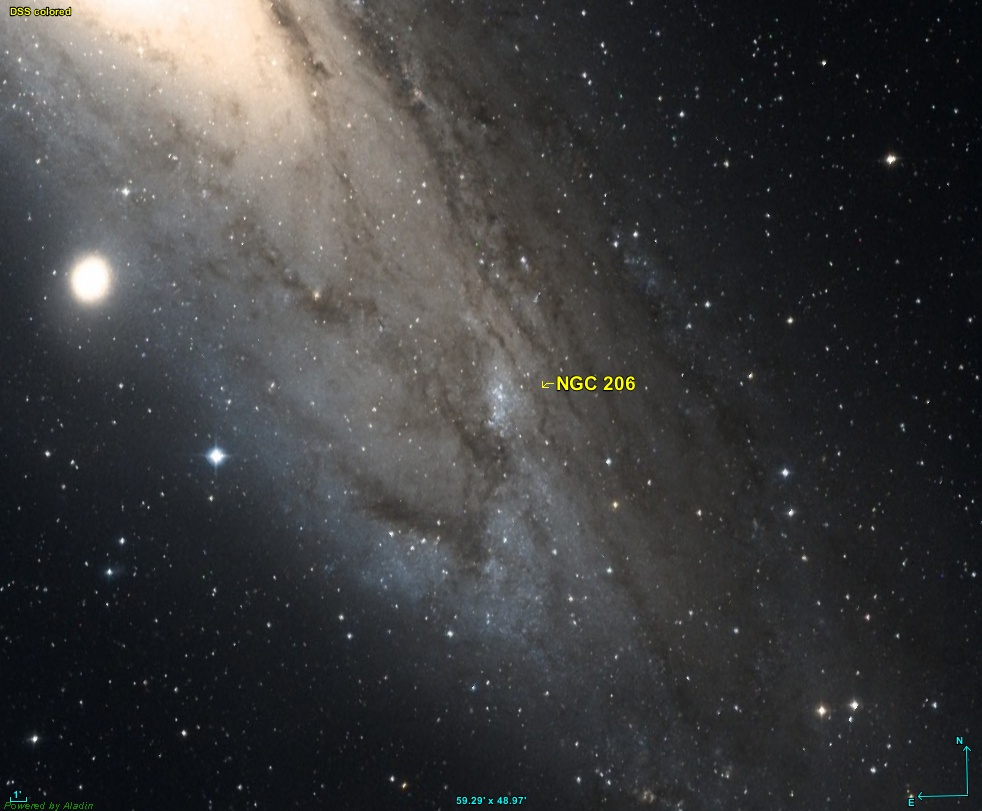
De OB-associatie NGC 206 in een van de spiraalarmen
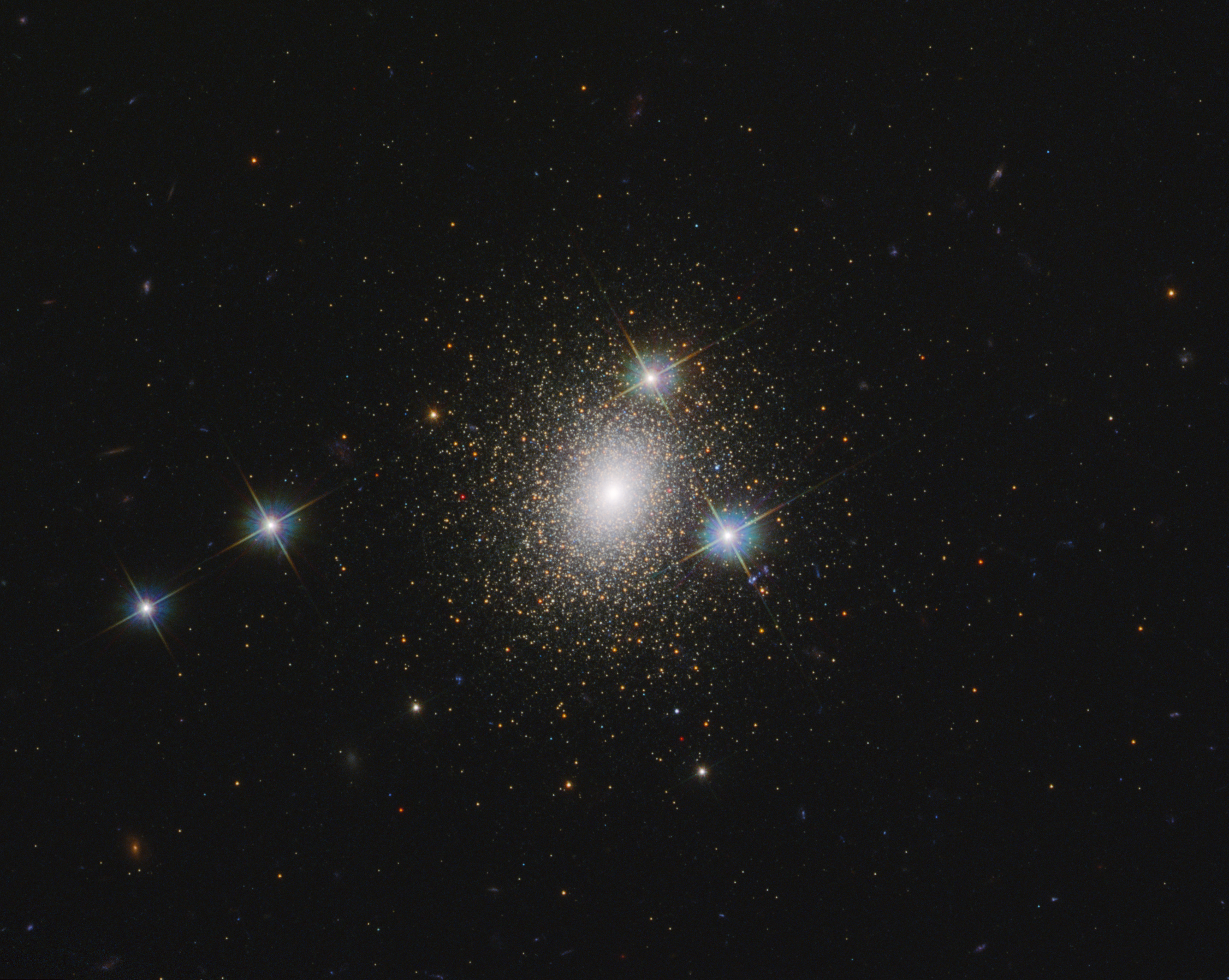
De bolhoop Mayall II in M31